# 镇雄站
镇雄站，位于中华人民共和国云南省昭通市镇雄县以勒镇庙埂村，是成贵客运专线上的高铁站，成都局集团宜宾车务段管辖。

## 車站周邊
- 明港大酒店
- 以勒镇政府
- 镇雄县以勒镇卫生院
- 镇雄县以勒中学

## 歷史
- 2019年12月16日通车启用。

## 外部連結
- 中国铁路客户服务中心 （页面存档备份，存于）